# Junkers CL.I
Junkers CL.I là một loại máy bay cường kích phát triển ở Đức trong Chiến tranh thế giới I.

## Quốc gia sử dụng
Germany
- Luftstreitkrafte
- Kaiserliche Marine

 Latvia
- Không quân Latvia - Sau chiến tranh.

## Tính năng kỹ chiến thuật (CL.I)
Dữ liệu lấy từ German Aircraft of the First World War 
Đặc điểm tổng quát
- Kíp lái: 2, pilot and gunner
- Chiều dài: 7.90 m (25 ft 11 in)
- Sải cánh: 12.04 m (39 ft 6 in)
- Chiều cao: 2.65 m (8 ft 8¼ in)
- Diện tích cánh: 23.4 m2 (253 ft2)
- Trọng lượng rỗng: 710 kg (1.562 lb)
- Trọng lượng có tải: 1.050 kg (2.310 lb)
- Powerplant: 1 × Mercedes D.IIIa, 134 kW (180 hp)

Hiệu suất bay
- Vận tốc cực đại: 161 km/h (100 mph)
- Thời gian bay: 2[2] giờ
- Trần bay: 6.000[3] m (19,700 ft)

Vũ khí trang bị
- 3 × súng máy